# ماثيو ستونفوردين
ماثيو ستونفوردين (بالهولندية: Matthew Steenvoorden)‏ (9 يناير 1993 بلايدسخيندام في هولندا - ) هو لاعب كرة قدم هولندي في مركز الوسط. شارك مع منتخب إندونيسيا تحت 19 سنة لكرة القدم. أما مع النوادي، فقد لعب مع فاينورد ونادي إكسلسيور ونادي دوردريخت.

## وصلات خارجية
- ماثيو ستونفوردين على موقع الاتحاد الأوربي (الإنجليزية)
- ماثيو ستونفوردين على موقع قاعدة بيانات كرة القدم.إي يو (الإنجليزية)
- ماثيو ستونفوردين على موقع Soccerway.com (الإنجليزية)
- ماثيو ستونفوردين على موقع عالم كرة القدم.نت (الإنجليزية)
- ماثيو ستونفوردين على موقع AS.com (الإسبانية)